# Universität für Technologie Nagaoka

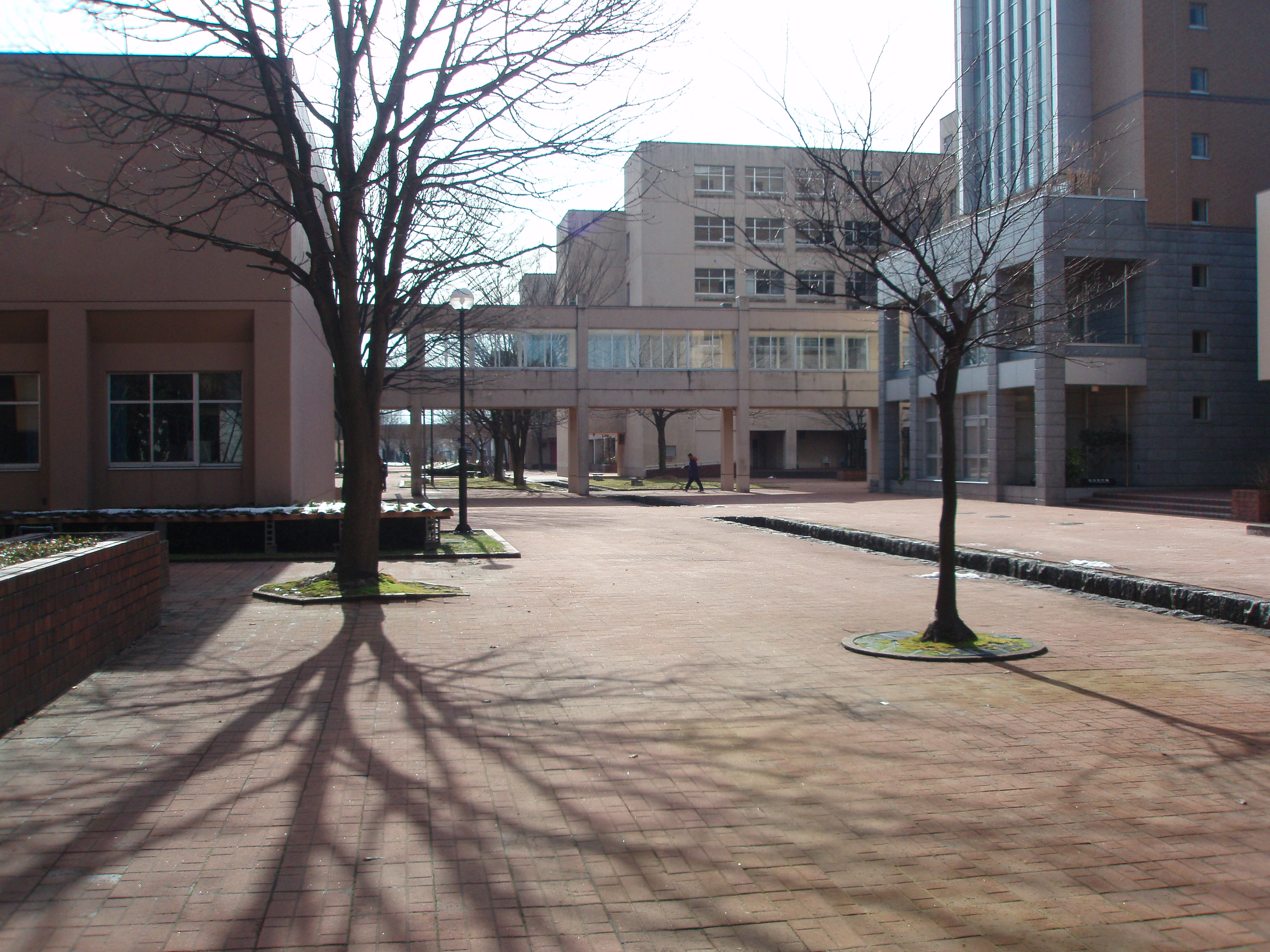
Universität für Technologie Nagaoka (2007)

Die Universität für Technologie Nagaoka (japanisch 長岡技術科学大学 Nagaoka gijutsu kagaku daigaku, wörtlich „Universität für Wissenschaft der Technologie Nagaoka“; engl. Nagaoka University of Technology, kurz: NUT) ist eine staatliche Universität in Nagaoka in der Präfektur Niigata (Japan).
Gegründet wurde die Universität 1976, gleichzeitig mit der Universität für Technologie Toyohashi, meist für die Absolventen der Fachoberschulen (kōtō semmon gakkō). Die Universität nimmt die Absolventen der Fachoberschulen als Studenten im 3. Jahr auf. 1980 richtete sie die Graduiertenschule (Masterstudiengänge) ein, 1986 dann die Doktorkurse.

## Fakultäten
- Fakultät für Ingenieurwissenschaften
  - Abteilung für Maschinenlehre
  - Abteilung für Elektrotechnik, Elektronik und Informatik
  - Abteilung für Information & Management Systems Engineering
  - Abteilung für Materialwissenschaft und Bioengineering
  - Abteilung für Bau- und Umweltingenieurwissenschaften